# تان تان

تان تان وميلو

تان تان (بالفرنسية Tintin) هو شخصية خيالية من سلسلة الروايات المشهورة مغامرات تان تان لهيرجيه. تان تان صحفي مغامر يبحث عن حل القضايا الصعبة دوما بمساعدة صديقه كابتن هادوك المشهور بعشقه للخمر الجيد والبروفيسور تورنسول (كالكولس في الطبعة الإنكليزية) أو «البروفيسور برجل» الدائم السرحان، والكلب «ميلو».

## بدايته
كانت أول مرة يخرج فيها بطل الروايات الكاريكاتورية للحياة في ملحق الأطفال لصحيفة القرن «العشرين» في بلجيكا، في 10 يناير1929 م، ومنذ ذلك الحين بيعت أكثر من 230 مليون نسخة من مغامرات تان تان في مختلف أنحاء العالم.

## عملة تذكارية لتان تان
وقد صدرت في يناير 2004 م. عملة فئة 10 يورو مطبوع عليها صورة تان تان وكلبه الوفي المعروف «ميلو».

## 75 عاما من المغامرات
تان تان هو الصحفي الشاب المغامر دائما والذكي الذي لايتردد في البحث عن الحقيقة ومساعدة الأصدقاء ومحاربة الأشرار ففي فترة 75 عاما هي عمر مغامراته جال فيها العالم من أمريكا الوسطي والجنوبية وطغاتها العسكريين وأزقة شيكاجو الخطرة إلى شرق أوروبا والحروب والنزاعات فيها إلى الغزو الياباني لشرق الصين وجرائم اللص بريستابلوس في آسيا وأفريقيا وغيرها من الملامح السياسية التي شهدها ثلاثة أرباع القرن الماضي.

## مواطن دولي
حازت شخصية تان تان علي اعجاب الملايين حول العالم فهي تحكي عن قصة مواطن دولي يتنقل من بلجيكا الي فرنسا ومصر والصين والمغرب واندونيسيا والهند وأمريكا الوسطي وشرقي أوروبا والغرب الأمريكي ويشارك في قضايا بتلك المناطق، وهو ماجعل شخصية تان تان شخصية المواطن الدولي بامتياز .
طبعت أول صورة لتان تان في 4 يناير 1929 م. ووزعت في صحيفة «القرن العشرين» البلجيكية في العاشر من نفس الشهر ويقول الصحفي «مايكل فار» الذي ألف كتابا حول تان تان: «إنه يتجاوز الفجوة بين الأجيال لقدرته على التخاطب مع أعمار مختلفة. إذا كنت طفلا فإن المغامرة والحركة تشد انتباهك، وإذ كنت بالغا، فهناك العديد من القضايا التي تثيرها تلك الروايات، مثل تعقب تجارة المخدرات» .
ويضيف فار: «إن تان تان، رغم جذوره البلجيكية، لا يمكن أن يستدل بشكل واضح على أنه بلجيكي - بل يكاد يكون مواطنا دوليا تجمعه رفقة البحار البريطاني الطيب وسيء المزاج كابتن هادوك والمحققين الساذجين تيك وتاك» .
كما يضيف: «إن دقة تصوير هيرجيه تضيف بعدا للقصة، إذ أنه يعتني بكل تفصيلة في الصورة، مثل موديل السيارة التي يصورها أو الطائرة أو المدفع أو الشاحنة، والتي تتفق مع واقع تلك الفترة» .
ويشير فار إلى ملاحظة ملفتة فرغم مغامرات تان تان الكثيرة الا أنه لم يلاحظ لكتابته سوي مقالا واحدا لصحيفته وذلك في «تان تان في أرض السوفييت» ويعلق مايكل فار مازحا: «يبدو أن رئيس تحريره كان شخصا متسامحا لأقصى حد !».

## تان تان بلغات العالم
وقد ترجم روايات ومغامرات تان تان إلى 55 لغة، حيث نشرت آخر مغامراته
المكتملة في عام 1976م. منها اللغة العربية وترجمتها ونشرتها في مصر
دار المعارف للطبعة العربية المصرية .

## الفيلم
صدر فيلم لتان تان بالتقنية الثلاثية الأبعاد فتمي أواخر عام 2011 .